# Byggegölen (Fröderyds socken, Småland)
Byggegölen är en sjö i Vetlanda kommun i Småland och ingår i Emåns huvudavrinningsområde. Sjön har en area på 0,0617 kvadratkilometer och ligger 223,1 meter över havet.

## Delavrinningsområde
Byggegölen ingår i det delavrinningsområde (636121-144612) som SMHI kallar för Ovan Gröpplebäcken. Avrinningsområdets medelhöjd är 232 meter över havet och ytan är 34,49 kvadratkilometer. Räknas de 11 delavrinningsområdena uppströms in blir den ackumulerade arean 190,97 kvadratkilometer. Emån som avvattnar avrinningsområdet har biflödesordning 2, vilket innebär att vattnet flödar genom totalt 2 vattendrag innan det når havet efter 187 kilometer. Delavrinningsområdet består mestadels av skog (57 procent), öppen mark (11 procent) och jordbruk (20 procent). Avrinningsområdet har 0,16 kvadratkilometer vattenytor vilket ger det en sjöprocent på 0,5 procent. Bebyggelsen i området täcker en yta av 1,75 kvadratkilometer eller 5 procent av avrinningsområdet.